# Halalaimus cubanus
Halalaimus cubanus is een rondwormensoort uit de familie van de Oxystominidae. De wetenschappelijke naam van de soort is voor het eerst geldig gepubliceerd in 1973 door Andrássy.